# Ponte City
O Ponte City Apartments é um arranha-céu no bairro de Berea em Joanesburgo, África do Sul, sendo o o edifício residencial mais alto da África, com uma altura de 173 metros e 55 andares.
O edifício, construído em 1975, é facilmente reconhecível por sua forma cilíndrica, com um vão no centro que permite mais luz e ventilação nos apartamentos. O espaço central é conhecido como "o núcleo", e no térreo há um piso de rocha irregular. Quando construído, o Ponte City era visto como um endereço extremamente desejável, devido às suas vistas sobre Joanesburgo e seus arredores. O letreiro de néon no topo do prédio é o maior letreiro do hemisfério sul e era locado para a Coca-Cola Company até 2000. Atualmente, anuncia a empresa de telefonia móvel sul-africana Vodacom.

## História
O principal arquiteto do Ponte foi Mannie Feldman, trabalhando em equipe com Manfred Hermer e Rodney Grosskopff. Grosskopff tomou a decisão de tornar o edifício circular, o primeiro arranha-céu cilíndrico da África, na época, a lei de zoneamento de Joanesburgo exigiam que cozinhas e banheiros tivessem ao menos uma janela, então Grosskopff projetou o prédio com um interior oco, permitindo que a luz penetrasse nos apartamentos de ambos os lados. No térreo do edifício haveria lojas de varejo e os planos iniciais incluíam uma pista de esqui coberta nos 3 mil metros quadrados do térreo do núcleo. O prédio era tão alto porque os desenvolvedores queriam um grande número de unidades, mas tinham um terreno limitado para construir. O edifício está localizado a 35 minutos do Aeroporto Internacional Oliver Tambo e a uma curta distância do centro da cidade, com teatros como o Market e o Civic a 5 quilômetros.

### Decadência
Durante o final da década de 1980, a atividade de gangues fez com que a taxa de criminalidade subisse na torre e nos arredores. Na década de 1990, muitas gangues se mudaram para o prédio, que se tornou extremamente inseguro. O Ponte City tornou-se um símbolo do crime e da deterioração urbana que dominou o outrora cosmopolita bairro de Berea. O núcleo se encheu de escombros alcançando uma altura de cinco andares, e os proprietários deixaram o prédio decair. Em meados da década de 1990 houve propostas em para transformar o edifício em uma prisão vertical. Em 2001, a Trafalgar Properties assumiu a administração do edifício e começou a fazer inúmeras melhorias.

### New Ponte

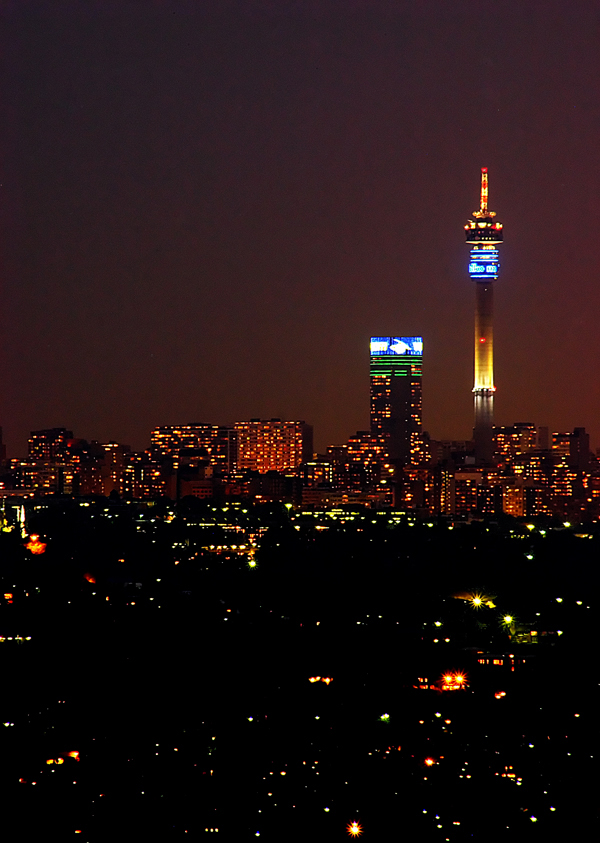
Ponte City (esquerda) e aHillbrow Tower

Em maio de 2007, o Ponte mudou de proprietário e um projeto de re-desenvolvimento foi iniciado, chamado "New Ponte". David Selvan e Nour Addine Ayyoub, da empresa de Ayyoub, Investagain, planejavam revitalizar completamente o edifício. O empreendimento planejado continha 467 unidades residenciais, lojas e áreas de lazer. Nos próximos anos, a Agência de Desenvolvimento de Joanesburgo planejou investir cerca de R900 milhões nas áreas próximas a Ponte City, como o projeto Ellis Park Precinct, bem como uma atualização de Hillbrow e Berea, em parte como preparação para a Copa do Mundo da FIFA de 2010.
A crise das hipotecas subprime levou os bancos a não fornecerem o financiamento necessário para concluir a revitalização e, portanto, o projeto foi cancelado e a propriedade foi devolvida ao Grupo Kempston.
Em 2010, os vestiários da piscina ainda exibiam "Damas europeias" e "Cavalheiros europeus", vestígios do apartheid.
Em 2011, quase todos os 54 andares ocupáveis foram reformados. Em 2015, 3.000 pessoas moravam nos apartamentos da torre.

## Nas artes

### Filmes
- Uma das cenas finais do filme 9 do distrito 9 foi filmada na torre.[12]
- O diretor Philip Bloom dirigiu um documentário intitulado Ponte Tower.[13]
- Ingrid Martens filmou o documentário Africa Shafted: Under one Roof,[14] inteiramente, durante dois anos e meio, nos elevadores do Ponte.
- O arranha-céu "Peach Trees" apresentado no filme de 2012 Dredd é fortemente inspirado pela Ponte Tower.
- A cena final do filme SEAL Team 8: Behind Enemy Lines de 2014 foi filmada neste local.
- Uma das cenas do filme de 2015 Chappie, foi filmada neste local.[15]
- Uma cena de batalha foi filmada dentro da torre para o filme de 2016 Resident Evil: The Final Chapter.[16]
- Muitas cenas do videoclipe de Love Supreme para a música "Lonely Feelings" foram filmadas neste local.[17]
- Uma cena dos Últimos Dias do Crime Americano de 2020 é filmada no centro da torre

### Livros
- O escritor alemão Norman Ohler usou o Ponte como cenário de seu livro Stadt des Goldes (Cidade do Ouro),"o Ponte resume toda a esperança, todas as ideias erradas do modernismo, toda a decadência, toda a loucura da cidade. É um edifício simbólico, uma espécie de baleia branca, é um medo concreto, a torre de Babel, e ainda assim é estranhamente bonita".[18]

### Fotografia
- O fotógrafo sul-africano Mikhael Subotzky e o artista britânico Patrick Waterhouse ganharam o prêmio Discovery no festival de fotografia Rencontres d'Arles em 2011 por seu projeto de três anos "Ponte City", fotografando os residentes, interiores e exteriores do edifício, e que produziu um uma série de quadros gigantes, compostos por centenas de folhas de contato, apresentados em caixas de luz imponentes.[19]

### Outros
- Em 2017, o Ponte City Tower foi o tema de um episódio do programa de rádio Roman Mars e do podcast 99% Invisible.[20]
- O ator e letrista americano Jeff Blumenkrantz escreveu uma música sobre a torre para o concerto de caridade "Broadway na África do Sul" em 2008.[21]